# 小岩井小鳥
小岩井小鳥（日语：／ Koiwai Kotori，1990年2月15日—），或譯小岩井琴里、小岩井琴梨，是一名日本女性聲優、旁白、作曲家、填詞家。京都府出生。隷屬於PEERLESS GERBERA。血型A型。本名非公開。门萨俱乐部成员。

## 演出作品

### 電視動畫
2011年
- 青之驅魔師（吉國）

2012年
- PSYCHO-PASS（船原雪）
- 女子落（波浪浮亭木胡桃[3]）

2013年
- 惡之華
- GATCHAMAN Crowds（現[4]）
- 神不在的星期天（吉吉·托特奇、ジジ、學生）
- 穿透幻影的太陽（村上實里）
- 斷裁分離的罪惡之剪（武者小路祝[5][6]）
- 悠悠哉哉少女日和（宮內蓮華[7]）
- 幻想玩偶（索尼特、鈴梨、浮輪[8]、原型0式[8]、メダーリア、レンブラント、プロト零、女子、Master A）
- 銀狐（小吹）
- 南家三姊妹 我回來了（女學生）

2014年
- 咲-Saki- 全國篇（廣播、夢乃真帆）
- 地球隊長（米亞、皮茲）
- 魔法少女大戰（近衛芽吹）
- SOUL EATER 噬魂者 NOT！（卡娜·阿勒泰爾、女學生B）
- 目隱都市的演繹者（朝比奈日和）
- M3〜其為黑鋼〜（出羽篠目）
- 七大罪（伊蓮恩）

2015年
- The Rolling Girls（鶴葉）
- 偽戀:（小風）
- Charlotte（小西）
- 科學小飛俠Crowds Insight（宮現）
- 悠悠哉哉少女日和 Repeat（宮內蓮華）
- Aikatsu！偶像活動！(大地乃乃)

2016年
- Battle Spirits Double Drive（未伊）
- 田中君總是如此慵懶（白石）
- 路人超能100（麻里）
- ALL OUT!!（莉琳）

2017年
- 青之驅魔師 京都不淨王篇（木下、子貓丸〈幼少〉）
- 鎖鏈戰記 ～赫克瑟塔斯之光～（尤莉安娜）
- 偶像事變（北仲日和[9]）

2018年
- 擅長捉弄人的高木同學（真野）
- 七大罪 戒律的復活（伊蓮恩）
- 三次元女友 REAL GIRL（高梨杏子）
- 歡迎光臨，千歲醬[10]
- 哥布林殺手（魔術師）

2019年
- 粉彩回憶（六鄉沙織[11]）
- 擅長捉弄人的高木同學2（真野）
- 戰×戀（早乙女九瑠璃[12]）
- 七大罪 眾神的逆鱗（伊蓮恩）

2020年
- 超異域公主連結 Re:Dive（鈴）

2021年
- 悠悠哉哉少女日和 Nonstop（宮內蓮華[13]）
- 七大罪 憤怒的審判（伊蓮恩）
- IDOLY PRIDE（京都方言指導、廣播）
- 哥吉拉 奇異點（鹿子行江）
- 持續狩獵史萊姆三百年，不知不覺就練到LV MAX（庫庫）

2022年
- 擅長捉弄人的高木同學3（真野）
- 超異域公主連結 Re:Dive Season 2（鈴）
- 相合之物（春心）
- 幕末替身傳說（加代）
- 孤獨搖滾！（PA、吉米亨）

2023年
- D4DJ All Mix（海原美知留）
- 英雄傳說 閃之軌跡 北方戰役（米莉亞姆·奧萊恩[14]）
- 異世界悠閒農家（庫拉卡瑟[15]）
- 偶像大師 百萬人演唱會！（天空橋朋花[16]）

2024年
- SHY 東京奪還篇（天王寺曖[17]）
- 精靈小姐瘦不了（兒穗[18]）
- 結緣甘神神社（奇蹟園的孩子）
- 最狂輔助職業【話術士】世界最強戰團聽我號令（地侏）

2025年
- 金牌得主（大和繪馬[19]）

### 動畫電影
2011年
- 麻吉妖怪島（哥奇和庫奇）
- ポンタと遠足（日语：ポンタと遠足）（ポンタ）

2013年
- 女神異聞錄3 劇場版 第一章 Spring of Birth（女學生B）

2015年
- 偶像學園！大家一起來獲得音樂大賞吧！（大地乃乃）

2016年
- 偶像學園！～被盯上的魔法偶活卡～（大地乃乃）
- 鎖鏈戰記 ～赫克瑟塔斯之光～（尤莉安娜）

2017年
- 劇場版 窈窕淑女 前篇 ～紅緒、花樣的17歲～（女學生）

2018年
- 圓喜門（小梅）
- 莉茲與青鳥（管樂團成員）
- 劇場版 悠悠哉哉少女日和 Vacation（宮內蓮華）

2022年
- 劇場版 擅長捉弄人的高木同學（真野）

2025年
- 偶像學園×星光樂園 THE MOVIE -相遇的奇蹟！-（大地乃乃[20]）

### OVA
2013年
- 女子落（波浪浮亭木胡桃）※原作第5卷附贈OAD特装版

2014年
- 侵略！花枝娘（女孩子A）※原作第7卷附贈OVA限定版
- 鎖鏈戰記 ～短篇動畫～（鈴色、尤妮）
- 悠悠哉哉少女日和（宮內蓮華）※原作第7卷附贈OAD特裝版

2015年
- 幸福光暈 ～畢業相片～（濱田環奈）
- 偽戀（小風）※原作第17卷附贈OVA特裝版
- 七大罪（伊蓮恩）※原作第15卷限定版所附DVD

2016年
- 偽戀:（溫朵兒）※原作第21卷附贈OVA特裝版
- 悠悠哉哉少女日和 Repeat（宮內蓮華）※原作第10卷附贈OAD特裝版

2018年
- 擅長捉弄人的高木同學（真野）※漫畫第9卷附OVA特別版

2021年
- Fate/Grand Carnival（操作員）

2022年
- 悠悠哉哉少女日和 Nonstop（宮內蓮華）※原作番外篇漫畫Remember附贈OAD特裝版

### 網上動畫
2010年
- 魷魚絲 (漫畫)（日语：するめいか (漫画)）（糸井楓）

2016年
- 女友伴身邊（♪）（牧瀨昴）

2021年
- 幼女社長（設計師、迷路孩子）
- 發現了藍色的羽毛！（麻雀）

### 遊戲
2013年
- 偶像大師 百萬人演唱會！（天空橋朋花[21]）
- 壓倒的遊戯 無限靈魂Z（提歐尼[22]）
- 英雄傳說 閃之軌跡（米莉亞姆·奧萊恩[23]）
- サモンナイト5（プリモ[24]）
- 死神稼業〜怪談ロマンス〜（藤代步[25]）
- 星霜のアマゾネス（クイーン[26]）
- とある魔術と科学の群奏活劇（櫻坂風雅[27]）

2014年
- M3〜其為黑鋼〜///MISSION MEMENTO MORI（出羽篠目）
- 夏莉的鍊金工房～黃昏海洋之鍊金術士～（夏莉絲提拉）
- 夢想☆擂台（蝴蝶犬羽田）
- 英雄傳說 閃之軌跡II（米莉亞姆·奧萊恩）
- 白貓Project（洋梨）

2016年
- 學園少女突襲者（李妃翼）

2018年
- 超異域公主連結 Re:Dive（鈴）

2020年
- D4DJ Groovy Mix（海原美知留）
- 碧藍航線（涼月[28]）

2022年
- 原神（云堇）

### 應用
- 嫁コレ（波浪浮亭木胡桃、宮內蓮華）
- 嫁コレ声優部[29]
- チェインクロニクル

### 廣播
- 【ガールズ落語ラジオ】 じょしらじ（音泉：2012年7月18日 - 12月26日）
- 切と祝の断裁分離のクライムレディオ（音泉：2013年3月29日 - ）
- 今日のあきらさん。明日のかつゆきさん。（声優アニメイト：2012年10月11日 - ） 助手
- a-FANFAN　第5週 小岩井ことり（USEN：2013年9月30日 - 10月6日）
- TYPE-MOON VOICE PHANTASM「ひびちからじお!」
- 林原めぐみのHeartful Station
- 林原めぐみのTokyo Boogie Night
- 智一・美樹のラジオビッグバン（文化放送）
- ノン子とのび太のアニメスクランブル（文化放送）
- ノイタミナラジオ
- PSYCHO-PASS#PSYCHO-PASSラジオ 公安局刑事課24時（音泉）

### 電視節目
- 金朋声優ラボ
- ゴジカル!（四国放送）
- 女子落語協会一門の女子トーーーク!（NICONICO直播）
- 24時間テレビ31（讀賣電視台）
- 2.5次元てれび
- ワールドコレクションゴールド （每日放送）

### CM
- つくばテレビCM 旁白
- 月刊Comic Alive

### 旁白
- 日本BBQ協会
- プラネタリウム番組 「月の不思議」
- MAGネット（NHK）
- ワールドコレクションゴールド（每日放送）

### CD

#### 廣播劇CD
- 斷裁分離的罪惡之剪（武者小路祝） ※原作第7卷廣播劇付贈限定版
- 断裁分離のクライムエッジ ドラマCDアルバム「二人のその前」（武者小路祝）
- まほうつかいの箱スターリット・マーマレード Vol.2（ハリエット・フリーゼ）
- THE IDOLM@STER LIVE THE@TER PERFORMANCE 02（天空橋朋花[21]）
- アインザッツ（有馬真里[30]）
- L・DK
- 宵星傳奇
- 部長、意外……。〜高野くんとゆかいな仲間たち〜
- ぼくたちと駐在さんの700日戦争2
- ライアー×ライアー
- Candy Pop Nightmare（森崎羊）

#### 廣播CD
- 【ガールズ落語ラジオ】 じょしらじ 系列
  - DJCD 【ガールズ落語ラジオ】 じょしらじ 其之壱
  - ラジオCD 【ガールズ落語ラジオ】 じょしらじ 其之壱
  - ラジオCD 【ガールズ落語ラジオ】 じょしらじ 其之弐

### 雑誌
- 声優グランプリ2012年8月号 9月号 10月号別冊付録BOOK 2013年5月号
- 週刊少年Magazine31号
- ヤングガンガン2013年No.02号 巻中グラビア
- 月刊Audition
- 週刊アスキー（動畫「するめいか」特集ページ）
- 別冊少年マガジン2012年6月号 7月号 8月号 9月号
- メガミマガジン2012年10月号
- 声優パラダイスvol.13 巻中グラビア
- 声優アニメイト
- 月刊コミックアライブ2013年2月号 3月号 4月号 7月号表紙グラビア&付録海報

### 活動
- ドコモ アニメストア キックオフ ニッポン放送 吉田尚記のアニメパーティ2012
- アニメ コンテンツ エキスポ2013
- マチアソビ vol.10

### 其他
- 日本BBQ協会イメージキャラクター 鳥のキューティー役
- 京都府音訳図書 多数
- 堂島リバーフォーラムアニメVTR
- VOCALOID 鳴花ヒメ・ミコト

## 音樂CD

### 角色歌
| 發售日   | 標題                                                                    | 名義 | 樂曲                                          | 備註                                            |        |
| 2012年   | 2012年                                                                  | 2012年 | 2012年                                        | 2012年                                          | 2012年 |
| -------- | ----------------------------------------------------------------------- | --- | --------------------------------------------- | ----------------------------------------------- | ------ |
| 8月15日  | お後がよろしくって…よ!                                                  | 極♨落女会（山本希望、南條愛乃、佐倉綾音、小岩井小鳥、後藤沙緒里） | 「お後がよろしくって…よ!」 「れんあいこわい」 | 電視動畫《女子落》片頭曲                        |        |
| 11月28日 | じょしらく BD&DVD第3巻特典CD                                            | 波浪浮亭木胡桃（小岩井小鳥） | 「きゃんでぃはあとにご用心」                  | 電視動畫《女子落》角色歌                        |        |
| 2013年   |                                                                         | |                                               |                                                 |        |
| 4月24日  | THE IDOLM@STER LIVE THE@TER PERFORMANCE 01 Thank You!                   | 765 MILLIONSTARS | 「Thank You!」                                | 社群遊戲《偶像大師 百萬人演唱會！》主題曲       |        |
| 4月24日  | THE IDOLM@STER LIVE THE@TER PERFORMANCE 01 Thank You!                   | 765THEATER ALLSTARS | 「Thank You!（765THEATER ver.）」             | 社群遊戲《偶像大師 百萬人演唱會！》主題曲       |        |
| 5月29日  | THE IDOLM@STER LIVE THE@TER PERFORMANCE 02                              | 天空橋朋花（小岩井小鳥） | 「Maria Trap」                                | 遊戲《偶像大師 百萬人演唱會！》角色歌           |        |
| 5月29日  | THE IDOLM@STER LIVE THE@TER PERFORMANCE 02                              | 天海春香（中村繪里子）、天空橋朋花（小岩井小鳥）、七尾百合子（伊藤美来）、箱崎星梨花（麻倉桃）、最上静香（田所梓） | 「Legend Girls!!」                            | 遊戲《偶像大師 百萬人演唱會！》角色歌           |        |
| 11月6日  | のんのん日和                                                            | 宮內蓮華（小岩井小鳥）、一条螢（村川梨衣）、越谷夏海（佐倉綾音）、越谷小鞠（阿澄佳奈） | 「のんのん日和」 「ひだまり笑顔」             | 電視動畫《悠悠哉哉少女日和》片尾曲              |        |
| 2014年   |                                                                         | |                                               |                                                 |        |
| 1月24日  | 斷裁分離的罪惡之剪 Blu-ray & DVD 第7卷特典CD                            | 武者小路祝（小岩井小鳥） | 「硝子の三日月」                              | 電視動畫《斷裁分離的罪惡之剪》片尾曲            |        |
| 4月25日  | 悠悠哉哉少女日和 Blu-ray & DVD 第5巻特典CD                              | 宮內蓮華（小岩井小鳥） | 「ぴかぴかなのん」                            | 電視動畫《悠悠哉哉少女日和》角色歌              |        |
| 5月28日  | 悠悠哉哉少女日和 Blu-ray & DVD 第6卷特典CD                              | 宮內蓮華（小岩井小鳥）、一條螢（村川梨衣） | 「いっしょに帰ろう」                          | 電視動畫《悠悠哉哉少女日和》角色歌              |        |
| 2017年   |                                                                         | |                                               |                                                 |        |
| 1月11日  | THE IDOLM@STER LIVE THE@TER FORWARD 02 BlueMoon Harmony                 | Pisces | 「P.S I Love You」                            | 遊戲《偶像大師 百萬人演唱會！》相關歌曲         |        |
| 1月11日  | THE IDOLM@STER LIVE THE@TER FORWARD 02 BlueMoon Harmony                 | BlueMoon Harmony | 「brave HARMONY」                             | 遊戲《偶像大師 百萬人演唱會！》相關歌曲         |        |
| 3月10日  | THE IDOLM@STER LIVE THE@TER SOLO COLLECTION 04 BlueMoon Theater         | 天空橋朋花（小岩井小鳥） | 「Legend Girls!!」                            | 遊戲《偶像大師 百萬人演唱會！》相關歌曲         |        |
| 3月22日  | Honey Moon Cafe                                                         | ハニートラップ | 「Honey Moon Cafe」                           | 電視動畫『偶像事變》插入曲                      |        |
| 3月22日  | Honey Moon Cafe                                                         | ハニートラップ | 「恋のhide&seek」                             | 遊戲《偶像事變》相關歌曲                        |        |
| 4月19日  | 女友伴身邊 角色歌系列 Vol.04                                            | 鳳 | 「君の手」                                    | 遊戲《女友伴身邊》相關歌曲                      |        |
| 7月26日  | THE IDOLM@STER MILLION THE@TER GENERATION 01 Brand New Theater!         | 765 MILLION ALLSTARS | 「Brand New Theater!」                        | 遊戲《偶像大師 百萬人演唱會！劇場時光》主題曲   |        |
| 7月26日  | THE IDOLM@STER MILLION THE@TER GENERATION 01 Brand New Theater!         | 765 MILLION ALLSTARS | 「Dreaming!」                                 | 遊戲《偶像大師 百萬人演唱會！劇場時光》相關歌曲 |        |
| 11月22日 | THE IDOLM@STER MILLION THE@TER GENERATION 02                            | Fairy Stars | 「Brand New Theater!」                        | 遊戲《偶像大師 百萬人演唱會！劇場時光》相關歌曲 |        |
| 2018年   |                                                                         | |                                               |                                                 |        |
| 2月28日  | THE IDOLM@STER MILLION THE@TER GENERATION 05 夜想令嬢 -GRAC&E NOCTURNE- | 夜想令嬢 -GRAC&E NOCTURNE- | 「」 「Everlasting」                          | 遊戲《偶像大師 百萬人演唱會！劇場時光》相關歌曲 |        |
| 4月4日   | THE IDOLM@STER MILLION LIVE! M@STER SPARKLE 08                          | 天空橋朋花（小岩井小鳥） | 「Sister」                                    | 遊戲《偶像大師 百萬人演唱會！劇場時光》相關歌曲 |        |
| 4月4日   | THE IDOLM@STER MILLION LIVE! M@STER SPARKLE 08                          | 765 MILLION ALLSTARS | 「Brand New Theater!」                        | 遊戲《偶像大師 百萬人演唱會！劇場時光》相關歌曲 |        |
| 6月2日   | THE IDOLM@STER LIVE THE@TER SOLO COLLECTION 06                          | 天空橋朋花（小岩井小鳥） | 「」                                          | 遊戲《偶像大師 百萬人演唱會！》相關歌曲         |        |
| 8月25日  | 劇場版 悠悠哉哉少女日和 假期 原聲帶                                     | 宮內蓮華（小岩井小鳥）、一條螢（村川梨衣）、越谷夏海（佐倉綾音）、越谷小鞠（阿澄佳奈） | 「」                                          | 劇場動畫《劇場版 悠悠哉哉少女日和 假期》片尾曲  |        |
| 8月29日  | THE IDOLM@STER MILLION THE@TER GENERATION 11 UNION!!                    | 765 MILLION ALLSTARS | 「UNION!!」 「Welcome!!」                     | 遊戲《偶像大師 百萬人演唱會！劇場時光》相關歌曲 |        |
| 2019年   |                                                                         | |                                               |                                                 |        |
| 2月28日  | brave HARMONY（Brand New Ver.）                                         | BlueMoon Harmony | 「brave HARMONY（Brand New Ver.）」           | 遊戲《偶像大師 百萬人演唱會！劇場時光》相關歌曲 |        |
| 4月26日  | THE IDOLM@STER THE@TER SOLO COLLECTION 07 FAIRY STARS                   | 天空橋朋花（小岩井小鳥） | 「DIAMOND DAYS」                              | 遊戲《偶像大師 百萬人演唱會！》相關歌曲         |        |
| 7月24日  | THE IDOLM@STER MILLION THE@TER WAVE 01 Flyers!!!                        | 765 MILLION ALLSTARS | 「Flyers!!!」                                 | 遊戲《偶像大師 百萬人演唱會！劇場時光》相關歌曲 |        |
| 11月20日 | UP-DATE × PLEASE!!! ver 2.6.9                                           | 早乙女二葉（原由実）、早乙女六海（日高里菜）、早乙女九瑠璃（小岩井小鳥） | 「UP-DATE × PLEASE!!! ver 2.6.9」             | 電視動畫《戰×戀》片尾曲                         |        |
| 11月20日 | UP-DATE × PLEASE!!! ver 2.6.9                                           | 早乙女一千花（內山夕實）、早乙女二葉（原由實）、早乙女三沙（清水彩香）、早乙女四乃（逢田梨香子）、早乙女五夜（加隈亞衣）、早乙女六海（日高里菜）、早乙女七樹（本渡楓）、早乙女八雲（河瀨茉希）、早乙女九瑠璃（小岩井小鳥）                         | 「UP-DATE × PLEASE!!!!!!!!!」                 | 電視動畫《戰×戀》相關歌曲                       |        |
| 11月20日 | UP-DATE × PLEASE!!! 全卷購入特典CD                                      | 早乙女一千花（內山夕實）、早乙女二葉（原由實）、早乙女三沙（清水彩香）、早乙女四乃（逢田梨香子）、早乙女五夜（加隈亞衣）、早乙女六海（日高里菜）、早乙女七樹（本渡楓）、早乙女八雲（河瀨茉希）、早乙女九瑠璃（小岩井小鳥）、亞久津拓真（廣瀨裕也） | 「UP-DATE × PLEASE!!!!!!!!! Ver. X」          | 電視動畫《戰×戀》相關歌曲                       |        |

### 组合成员
1. ↑  篠宮可憐（近藤唯）、天空橋朋花（小岩井小鳥）、二階堂千鶴（野村香菜子）
2. ↑  北上麗花（平山笑美）、篠宮可憐（近藤唯）、茱莉亞（愛美）、高山紗代子（駒形友梨）、天空橋朋花（小岩井小鳥）、所惠美（藤井幸代）、永吉昴（齊藤佑圭）、七尾百合子（伊藤美來）、二階堂千鶴（野村香菜子）、舞濱步（戶田惠）、真壁瑞希（阿部里果）、最上静香（田所梓）
3. ↑  天海春香（中村繪里子）、如月千早（今井麻美）、星井美希（長谷川明子）、萩原雪步（淺倉杏美）、高槻彌生（仁後真耶子）、菊地真（平田宏美）、水瀨伊織（釘宮理惠）、四條貴音（原由實）、秋月律子（若林直美）、三浦梓（高橋智秋）、雙海亞美／真美（下田麻美）、我那霸響（沼倉愛美）、春日未來（山崎遙）、最上靜香（田所梓）、伊吹翼（Machico）、島原艾琳娜（角元明日香）、佐竹美奈子（大關英里）、所惠美（藤井幸代）、德川茉莉（諏訪彩花）、箱崎星梨花（麻倉桃）、野野原茜（小笠原早紀）、望月杏奈（夏川椎菜）、ROCO（中村溫姬）、七尾百合子（伊藤美來）、高山紗代子（駒形友梨）、松田亞利沙（村川梨衣）、高坂海美（上田麗奈）、中谷育（原嶋燈）、天空橋朋花（小岩井小鳥）、艾蜜莉·司徒亞特（郁原由宇）、北澤志保（雨宫天）、舞濱步（戶田惠）、木下日向（田村奈央）、矢吹可奈（木戶衣吹）、橫山奈緒（渡部優衣）、二階堂千鶴（野村香菜子）、馬場木實（高橋未奈美）、大神環（稻川英里）、豐川風花（末柄里惠）、宮尾美也（桐谷蝶蝶）、福田法子（濱崎奈奈）、真壁瑞希（阿部里果）、篠宮可憐（近藤唯）、百瀨莉緒（山口立花子）、永吉昴（齊藤佑圭）、北上麗花（平山笑美）、周防桃子（渡部惠子）、茱莉亞（愛美）、白石紬（南早紀）、櫻守歌織（香里有佐）
4. 1 2 3 4  天海春香（中村繪里子）、如月千早（今井麻美）、星井美希（長谷川明子）、萩原雪步（淺倉杏美）、高槻彌生（仁後真耶子）、菊地真（平田宏美）、水瀨伊織（釘宮理惠）、四條貴音（原由實）、秋月律子（若林直美）、三浦梓（高橋智秋）、雙海亞美／真美（下田麻美）、我那霸響（沼倉愛美）、春日未來（山崎遙）、最上靜香（田所梓）、伊吹翼（Machico）、田中琴葉（種田梨沙）、島原艾琳娜（角元明日香）、佐竹美奈子（大關英里）、所惠美（藤井幸代）、德川茉莉（諏訪彩花）、箱崎星梨花（麻倉桃）、野野原茜（小笠原早紀）、望月杏奈（夏川椎菜）、ROCO（中村溫姬）、七尾百合子（伊藤美來）、高山紗代子（駒形友梨）、松田亞利沙（村川梨衣）、高坂海美（上田麗奈）、中谷育（原嶋燈）、天空橋朋花（小岩井小鳥）、艾蜜莉·司徒亞特（郁原由宇）、北澤志保（雨宫天）、舞濱步（戶田惠）、木下日向（田村奈央）、矢吹可奈（木戶衣吹）、橫山奈緒（渡部優衣）、二階堂千鶴（野村香菜子）、馬場木實（高橋未奈美）、大神環（稻川英里）、豐川風花（末柄里惠）、宮尾美也（桐谷蝶蝶）、福田法子（濱崎奈奈）、真壁瑞希（阿部里果）、篠宮可憐（近藤唯）、百瀨莉緒（山口立花子）、永吉昴（齊藤佑圭）、北上麗花（平山笑美）、周防桃子（渡部惠子）、茱莉亞（愛美）、白石紬（南早紀）、櫻守歌織（香里有佐）
5. ↑  如月千早（今井麻美）、秋月律子（若林直美）、四條貴音（原由實）、水瀨伊織（釘宮理惠）、最上靜香（田所梓）、北澤志保（雨宫天）、茱莉亞（愛美）、白石紬（南早紀）、周防桃子（渡部惠子）、天空橋朋花（小岩井小鳥）、所惠美（藤井幸代）、永吉昴（齊藤佑圭）、二階堂千鶴（野村香菜子）、舞濱步（戶田惠）、真壁瑞希（阿部里果）、百瀨莉緒（山口立花子）、ROCO（中村溫姬）
6. ↑  天空橋朋花（小岩井小鳥）、所惠美（藤井幸代）、二階堂千鶴（野村香菜子）、百瀨莉緒（山口立花子）
7. ↑  北上麗花（平山笑美）、篠宮可憐（近藤唯）、茱莉亞（愛美）、高山紗代子（駒形友梨）、天空橋朋花（小岩井小鳥）、所惠美（藤井幸代）、永吉昴（齊藤佑圭）、七尾百合子（伊藤美來）、二階堂千鶴（野村香菜子）、舞濱步（戶田惠）、真壁瑞希（阿部里果）、最上静香（田所梓）、白石紬（南早紀）

## 外部連結
- 經紀公司網站所載簡歷 （页面存档备份，存于）（日語）
- 小岩井小鳥官方部落格「ゆめはキミの太陽。」Powered by Ameba （页面存档备份，存于）（日語）
- 小岩井小鳥的X（前Twitter）（日語）